# Norberto Muñoz Burgos
Norberto Muñoz Burgos (Medellín, 14 de junio de 1945 ), conocido simplemente como Norberto, es un empresario, estilista y celebridad de Colombia, famoso por su peluquería D Norberto en el norte de Bogotá y por ser uno de los estilistas que trabaja constantemente para reinas de belleza y personalidades de la farándula. Es considerado por algunos medios de comunicación como el peluquero más famoso de Colombia. Cuenta con más de 50 años de trayectoria profesional. Su pareja sentimental es el caleño Antonio Lozano con quien contrajo matrimonio en el año 2000.
En 2017 fue condecorado por iniciativa de la parlamentaria Rosmery Martínez del partido Cambio Radical en el congreso de Colombia con la orden de Caballero, por su aporte a "la belleza, a la economía y al empleo del país”. Dicha condecoración causó polémica.
Norberto es considerado un personaje excéntrico de farándula y son costantes las menciones de los medios de comunicación alrededor de las cirugías estéticas que se practica. Las decoraciones navideñas de su local comercial al norte de Bogotá son consideradas un atractivo turístico durante las fiestas de diciembre.

## En la cultura popular
- El comediante Pedro González, (Don Jediondo), imita a Norberto en la sección "Al Pelo con Norbert" del programa Sábados Felices del Canal Caracol y en el programa de radio La Luciérnaga.[5]

- El actor y presentador Martín de Francisco hace constantes referencias a Norberto en programas de televisión como La Tele Letal y El siguiente programa.[6]